# حمض إيميدازول-4-أون-5-البروبيونيك
حمض إيميدازول-4-أون-5-البروبيونيك[بحاجة لمصدر] (بالإنجليزية: Imidazol-4-one-5-propionic acid) هو مركب وسطي ناتج من عمليات أيض الحمض الأميني هستيدين.